# Katedra w Worcesterze
Katedra w Worcesterze (ang. Cathedral Church of Christ and the Blessed Mary the Virgin) – katedra anglikańska w Worcesterze. Konstrukcja katedry jest trójnawowa z transeptem z obejściem chóru i wieńcem wielokątnych kaplic.
Budowa świątyni rozpoczęła się w 1084 z inicjatywy biskupa Worcesteru Wulfstana. Budowę zakończono w 1218 roku.